# Karl Strambach

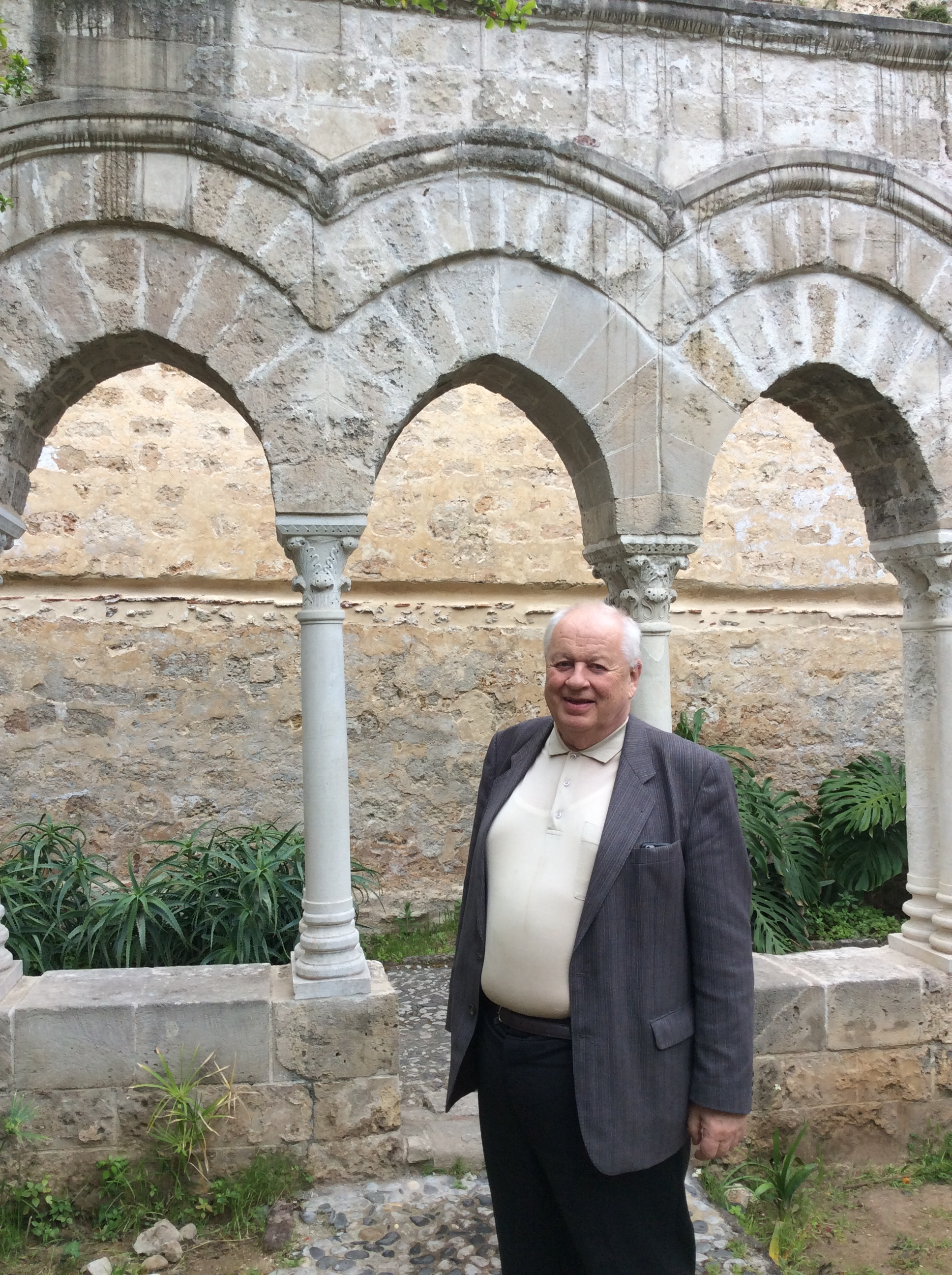
Karl Strambach in Palermo (2016)

Karl Strambach (* 10. Mai 1939 in Tabor; † 13. Oktober 2016 in Erlangen) war ein deutscher Mathematiker. Er war in erster Linie auf dem Gebiet Geometrie wirksam und als Professor an mehreren Universitäten tätig.

## Leben
Karl Strambach wurde in Böhmen geboren. Nach seinem Abitur studierte an der Johann Wolfgang Goethe-Universität in Frankfurt am Main zunächst Physik, wechselte jedoch später zur Mathematik. Nach seinem Abschluss als Mathematiker wurde er 1966 bei Helmut Salzmann zum Thema Reichhaltige Untergruppen geometrischer Gruppen promoviert.
Nach seiner Promotion ging er zunächst nach Utrecht, um mit Hans Freudenthal zusammenzuarbeiten. Später folgte er Helmut Salzmann an die Universität Tübungen, wo er sich mit einer Schrift zum Thema Sphärische Kreisebenen habilitierte und Universitätsdozent wurde. Später war er dort als Professor tätig.
1971 wechselte er an die Universität Kiel, wurde aber bereits ein Jahr später nach Erlangen als ordentlicher Professor auf den damals neu geschaffenen Lehrstuhl für Mathematik VI berufen. Karl Strambach verblieb in den kommenden Jahrzehnten an der Universität Erlangen-Nürnberg und wurde im Herbst 2007 emeritiert.

## Forschungen
Das Hauptarbeitsgebiet von Strambach war in erster Linie die Geometrie. Aber auch andere Gebiete wie Topologie, Theorie der Mannigfaltigkeiten, Gruppentheorie und Algebra zählten zu seinen Forschungsgebieten. Zusammen mit zahlreichen Schülern, Mitarbeitern und Kollegen hat er in diesem Bereich herausragende Forschungsergebnisse erzielt.
Als Herausgeber hat Strambach mehrere internationale Fachzeitschriften betreut. Neben Acta Universitatis Palackianae Olomucensis, Forum Mathematicum und dem Journal of Lie Theory, sind insbesondere das über 30 Jahre von ihm geführte Journal Geometriae Dedicata sowie das von ihm im Jahr 2002 gegründete Journal Advances in Geometry zu nennen. Er hat außerdem zahlreiche Kooperationen mit ausländischen Universitäten initiiert, unter anderem in Modena, Wien und Debrecen.
Karl Strambach hat auch den wissenschaftlichen Nachwuchs stark gefördert. In seiner akademischen Schule hat er nahezu 30 Doktoranden zur Promotion geführt, die inzwischen in der Wirtschaft sowie teilweise selbst als Professoren tätig sind, u. a. Thomas Buchanan, Lisa Hefendehl und Burkard Polster.

## Ehrungen (Auswahl)
Die Leistungen von Karl Strambach wurden national und international anerkannt sowie auch im Ausland gewürdigt:
- Ehrenmitglied der Accademia Nazionale di Scienze, Lettere e Arti di Modena
- Mitglied der Sudetendeutschen Akademie der Wissenschaften und Künste
- 2002 Johann Joseph Ritter von Prechtl-Medaille der Technischen Universität Wien
- 2007 Ehrendoktorwürde der Universität Debrecen.

## Veröffentlichungen (Auswahl)
- Karl Heinrich Hofmann, Karl Strambach: Topological and analytical loops. Technische Hochschule Darmstadt, Fachbereich Mathematik, Preprint Nr. 869, 967 S. Darmstadt 1985.
- Karl Strambach, Helmut Völklein: Generalized braid groups and rigidity. IWR, Interdisziplinäres Zentrum für Wissenschaftliches Rechnen der Universität Heidelberg 1994.
- Péter T. Nagy, Karl Strambach: Loops in Group Theory and Lie Theory. De Gruyter, Berlin; New York 2002, ISBN 978-3-11-017010-8.
- Reiner Staszewski, Karl Strambach, Helmut Völklein: Lineare Algebra (Lehrbuch). De Gruyter Oldenbourg, Berlin; Boston 2008, Online-Ressource (pdf), ISBN 978-3-486-59864-3.
- Reiner Staszewski, Karl Strambach, Helmut Völklein: Lineare Algebra (Lehrbuch). Oldenbourg Verlag, München 2009, ISBN 978-3-486-58681-7.
- Péter T. Nagy, Karl Strambach: Loops in Group Theory and Lie Theory. De Gruyter, Berlin; Boston, Reprint 2011, ISBN 978-3-11-090058-3.
- Giovanni Falcone, Peter Plaumann, Karl Strambach: Monothetic algebraic groups. Friedrich-Alexander-Universität Erlangen-Nürnberg (FAU), Erlangen 2013, Online-Ressource.
- Olga Belova, Josef Mikeš, Karl Strambach: Geodesics and Almost Geodesics Curves. SpringerLink (Online service), Online-Ressource. doi:10.1007/s00025-018-0917-3

Karl Strambach war auch nach seiner Emeritierung wissenschaftlich noch sehr aktiv und hat neben seinen Buchpublikationen insgesamt mehr als 120 Fachartikel veröffentlicht.